# Wolf Blass
Wolf Blass ist eine Weinkellerei und ein Weingut in Südaustralien.

Logo der Firma Wolf Blass

## Geschichte
Wolfgang Blass wurde 1934 in Deutschland geboren. Nach der Ausbildung zum Önologen an der Bayerischen Landesanstalt in Veitshöchheim und anschließender Arbeit als Kellermeister in Deutschland, London und Bristol erhielt er das Angebot, in Australien oder Venezuela als Experte für Schaumwein tätig zu sein. Daraufhin wanderte er 1961 nach Australien aus, wo er sich in Nuriootpa im Barossa Valley ansiedelte. Er hatte die Hoffnung, an der australischen Weinproduktion „etwas beizutragen“. Seine erste Tätigkeit in Australien war eine Stelle als Leiter der Schaumwein-Produktion in der Weinkellerei Kaiser Stuhl.

### Bilyara
Im Jahr 1966 gründete Blass schließlich sein eigenes Weingut, Wolf Blass Wines und damit den ersten unabhängigen Weinbaubetrieb in Australien. Er wählte den Namen Bilyara, die Bezeichnung der Aborigines für den Keilschwanzadler, den er als Firmensymbol wählte. Der Adler war eine Referenz an das Wappentier seiner Heimat Deutschland, die ihm stets eine Quelle der Inspiration und des Stolzes war.
Von 1969 bis 1973 war Wolfgang Blass als Direktor und Weinmacher der Kellerei Tolley's tätig. Dabei gelang es ihm, erste Einflüsse auf die lokale Weinproduktion zu nehmen, indem er die Stile von Rotweinen weiterentwickelte. Er war anerkannt als eine der führenden Persönlichkeiten einer neuen Generation an Weinmachern und entwickelte individuelle Weine verschiedener Stile unter seiner eigenen Marke.

### Wolf Blass
1973 machte sich Wolfgang Blass erneut selbständig und gründete die Weinkellerei Wolf Blass. Er begann eine Kooperation mit dem legendären Weinmacher John Glaetzer, die rasch zu Erfolgen führte. In den Jahren 1974, 1975 und 1976 konnte er die Jimmy-Watson-Trophäe gewinnen. 1992 schließlich wurde er von der International Wine and Spirit Competition als „Internationaler Weinmacher des Jahres“ ausgezeichnet.
Die Weinkellerei Wolf Blass wurde später vom australischen Getränkekonzern Foster’s Group erworben. Diese gründete ihre Weinsparte im Mai 2011 in die Treasury Wine Estates Ltd. aus. Wolf Blass ist der größte Weinproduzent im Barossa Valley. Die Weine von Wolf Blass werden zu einem großen Teil nach Großbritannien exportiert.

## Rebsorten
Im Jahr 1975 veröffentlichte Wolf Blass den ersten Jahrgang des Rieslings, der zum meistverkauften Riesling Australiens wurde. Bis Ende des Jahres 1990 konnte Wolf Blass über 2575 nationale und internationale Auszeichnungen für sich entscheiden.
Darunter waren:
- 135 Trophäen
- 712 Goldmedaillen
- 812 Silbermedaillen
- 869 Bronzemedaillen
- 47 Diplome

Unter der Führung des Weinmachers Chris Hatcher und der beständigen Leitung von John Glaetzer ist in weiterer Folge die Anzahl der Auszeichnungen auf über 3000 angestiegen, unter ihnen vier Jimmy-Watson-Trophäen für das Black Label.